# Isoferroplatino
L'isoferroplatino è un minerale composto da principalmente da platino e ferro che cristallizza secondi il sistema cubico semplice. Una parte del platino può essere sostituita da iridio, renio o rutenio mentre una parte del ferro può essere sostituita da nichel o rame. Il minerale è stato definito con l'approvazione dell'IMA nel 1975 ed il nome deriva dalla sua composizione chimica e dal sistema cristallino di appartenenza.

## Morfologia
L'isoferroplatino si presenta raramente in cristalli fino a 3 mm, solitamente si presenta in granuli scheletrati o cubici che possono mostrare facce a scalini oppure in piccole venature.

## Origine e giacitura
L'isoferroplatino è stato trovato in giacimenti di solfuri di platino-ferro e nichel-rame nelle rocce ultrafemiche e nelle cromatite oppure nei depositi alluvionali derivati da queste rocce. L'isoferroplatino si presenta in associazione con iridio nativo, osmio nativo, platino nativo, leghe di ferro e platino, braggite, sperrylite ed inclusioni di vari minerali di metalli del gruppo del platino, oro nativo e pirite.